# Orkan-klassen
Orkan-klassen blev udviklet under navnet Projekt 151 i det tidligere DDR. De var den første større klasse af missilfartøjer der blev udviklet i DDR. I Volksmarinen blev de betegnet som små missilfartøjer (Kleine Raketenschiffe). De skulle afløse Osa-Klasse, og var også udviklet til eksport til Sovjetunionen og andre fæller i Warszawapagten.
Der blev igangsat byggeri af fire enheder til den østtyske marine. Tre enheder var operative ved DDR's opløsning, men den fjerde blev aldrig færdigbygget. Officielt blev bådene overdraget til Deutsche Marine, men her blev de fundet uegnet til yderligere tjeneste. To af de tre både blev i 1993 ombygget og overført til den tyske kystvagt.
Yderligere tre enheder blev bygget efter Tysklands genforening og solgt til Marynarka Wojenna Rzeczypospolitej Polskiej. De polske enheder blev leveret med kun en del af udstyret, hvorefter resten blev opgraderet til vestlig standarder. Klassens primære våben blev det svenske antiskibsmissil RBS15. I Polen bliver klassen benævnt korvetter.
| Pnt.  | Navn        | Kølen lagt | Søsat | Indgået | Skæbne                  | Kaldesignal |
| ----- | ----------- | ---------- | ----- | ------- | ----------------------- | ----------- |
| BG-22 | Neustrelitz | -          | -     | -       | Overført til kystvagten | DBIF        |
| -     | -           | -          | -     | -       | Skrottet                | -           |
| BG-23 | Bad Düben   | -          | -     | -       | Overført til kystvagten | DBIG        |
| -     | -           | -          | -     | -       | Aldrig fuldført         | -           |
| 421   | Orkan       | -          | -     | -       | Operativ                | SNWH        |
| 422   | Piorun      | -          | -     | -       | Operativ                | SNWI        |
| 423   | Grom        | -          | -     | -       | Operativ                | SNWJ        |

## Eksterne links
- Marinetalk: opgradering af Orkan-klassen (engelsk) Hentet: 23-11-2009
- Den polske flåde: Orkan-klassen Arkiveret 25. september 2017 hos  Wayback Machine (polsk) Hentet: 23-11-2009
- Schnellboot.net: Sassnitz-klassen Arkiveret 1. februar 2009 hos  Wayback Machine (tysk) Hentet: 23-11-2009